# Cena miłości (film 2002)
Cena miłości – amerykańsko-meksykański thriller z 2002 roku.

## Główne role
- Maria Conchita Alonso – Adrianna Scott
- J. Eddie Peck – Victor
- Jeff Fahey – Paul Burke
- Al Sapienza – Jeffrey Scott
- Alejandro Tommasi – Mauricio
- Elise Ballard – Elisa
- José Alonso – Alberto
- Julio Bracho – Ramon
- Pedro Álvarez – komendant policji
- Amara Villafuerte – Marcela
- Sheila Bragg – Amy Parrish
- Roger Cudney – Bautista
- Antonio Monroy – Carlos
- Simón Guevara – Raul